# Джогиа, Эван
Эван Тюдо́р Джо́гиа (англ. Avan Tudor Jogia, род. 9 февраля 1992, Килларни, Британская Колумбия, Канада) — канадский актёр кино и телевидения. Известность приобрел благодаря роли Бека Оливера в сериале «Виктория-победительница» и Денни Десая в сериале «Социопат»

## Ранние годы
Эван родился в Ванкувере, Канада, 9 февраля 1992 года. Его отец — выходец из Южной Азии, мать же имеет смешанное ирландское, французское и валлийское происхождение. Также в семье помимо Эвана есть ещё дети: старший сын Кетан (музыкальный продюсер) и младшая единокровная по отцу сестра Мелисса, которая живёт с матерью. В возрасте 16 лет Эван посещал Killarney Secondary School, но покинул школу после 10 класса, чтобы продолжить актерскую карьеру на полный рабочий день. В 17 лет он переехал в Лос-Анджелес.

## Карьера
Эван начал актёрскую карьеру в 2007 году, с одной из главных ролей в фильме «Такая же, как я», который получил кинопремию «GLAAD Media Awards» в категории «Лучший телефильм». В 2007 году он исполнил эпизодическую роль в канадском фильме ужасов «Дневник дьявола», а также роли в нескольких эпизодах ситкома «Чужие в Америке». Широкая известность пришла к нему после выхода на экраны телесериалов «Каприка» и «Виктория-победительница». Помимо этого он сыграл, главную роль в фильме «Обретая надежду». В настоящее время Эван снимается в новом телесериале «Социопат», в котором он исполняет главную роль. В сериале «Тут» с Беном Кингсли Эван исполнил заглавную роль.

## Личная жизнь

### Отношения
С 2012 по 2017 год состоял в отношениях с американской актрисой Зои Дойч.
С 2017 по 2021 год Джогия встречался с австралийской актрисой Клеопатрой Коулман. Поклонники стали гадать, расстались ли они к 2021 году, заметив, что они отписались друг от друга в социальных сетях в том году.
С сентября 2023 года Джогиа начал встречаться с американской певицей Холзи. В сентябре 2024, пара объявила о своей помолвке в X.

### Активизм
В 2011 году Эван присоединился к компании «Straight But Not Narrow», направленной на борьбу с гомофобией и повышение толерантности к секс-меньшинствам среди гетеросексуальных подростков.

## Фильмография
| Год       |    | Русское название               | Оригинальное название                  | Роль                             |
| --------- | -- | ------------------------------ | -------------------------------------- | -------------------------------- |
| 2006      | тф | Такая же, как я                | A Girl Like Me: The Gwen Araujo Story  | Дэнни Араухо                     |
| 2007      | тф | Дневник дьявола                | Devil's Diary                          | молодой парень #1                |
| 2007      | с  | Чужие в Америке                | Aliens in America                      | Сэм                              |
| 2008      | тф | Учитель физкультуры            | Gym Teacher: The Movie                 | Чамп                             |
| 2009      | тф | Захватывающие                  | Spectacular!                           | Таджид                           |
| 2009—2010 | с  | Каприка                        | Caprica                                | Бен Старк                        |
| 2010—2013 | с  | Виктория-победительница        | Victorious                             | Бек Оливер                       |
| 2010      | ф  | Смелые игры                    | Triple Dog                             | Лемур                            |
| 2011      | ф  | Обретая надежду                | Finding Hope Now                       | Сантос Дельгато                  |
| 2012      | ф  | Лохмотья                       | Rags                                   | Финн                             |
| 2013      | с  | Социопат                       | Twisted                                | Дэнни Десаи                      |
| 2015      | с  | Окраина                        | The Outcasts                           | Дэйв                             |
| 2015      | с  | Тут                            | Tut                                    | Тутанхамон                       |
| 2015      | тф | Я Майкл                        | I am Michael                           | Нико Глэдстоун / Nico Gladstone  |
| 2015      | тф | Прямо сeйчас                   | Here Now                               | Тeмнота / Dark                   |
| 2015      | ф  | Десять тысяч святых            | Ten Thousand Saints                    | Тедди Макниколас                 |
| 2016      | тф | Тонущий                        | The Drowning                           | Дэнни Миллер / Danny Miller      |
| 2017      | тф | Год впечатляющего человека     | The Year Of Spectacular Men            | Себастьян / Sebastian            |
| 2017—2018 | с  | Призрачные войны               | Ghost Wars                             | Роман Мерсер / Roman Mercer      |
| 2018      | тф | Сон в летнюю ночь              | A Midsummer Night's Dream              | Пак / Puck                       |
| 2018      | тф | Новый роман                    | The New Romantic                       |                                  |
| 2018      | тф | Бумажный год                   | Paper Year                             | Дэн Найтингейл / Dan Nightingale |
| 2019      | ф  | Шафт                           | Shaft                                  | Карим Хассан                     |
| 2019      | с  | А теперь — апокалипсис         | Now Apocalypse                         | Улисс                            |
| 2019      | ф  | Zомбилэнд: Контрольный выстрел | Zombieland: Double Tap                 | Беркли                           |
| 2021      | ф  | Обитель зла: Раккун-Сити       | Resident Evil: Welcome to Raccoon City | Леон Скотт Кеннеди               |
| 2023      | ф  | Джонни и Клайд                 | Johnny and Clyde                       | Джонни                           |